# Havadar SC

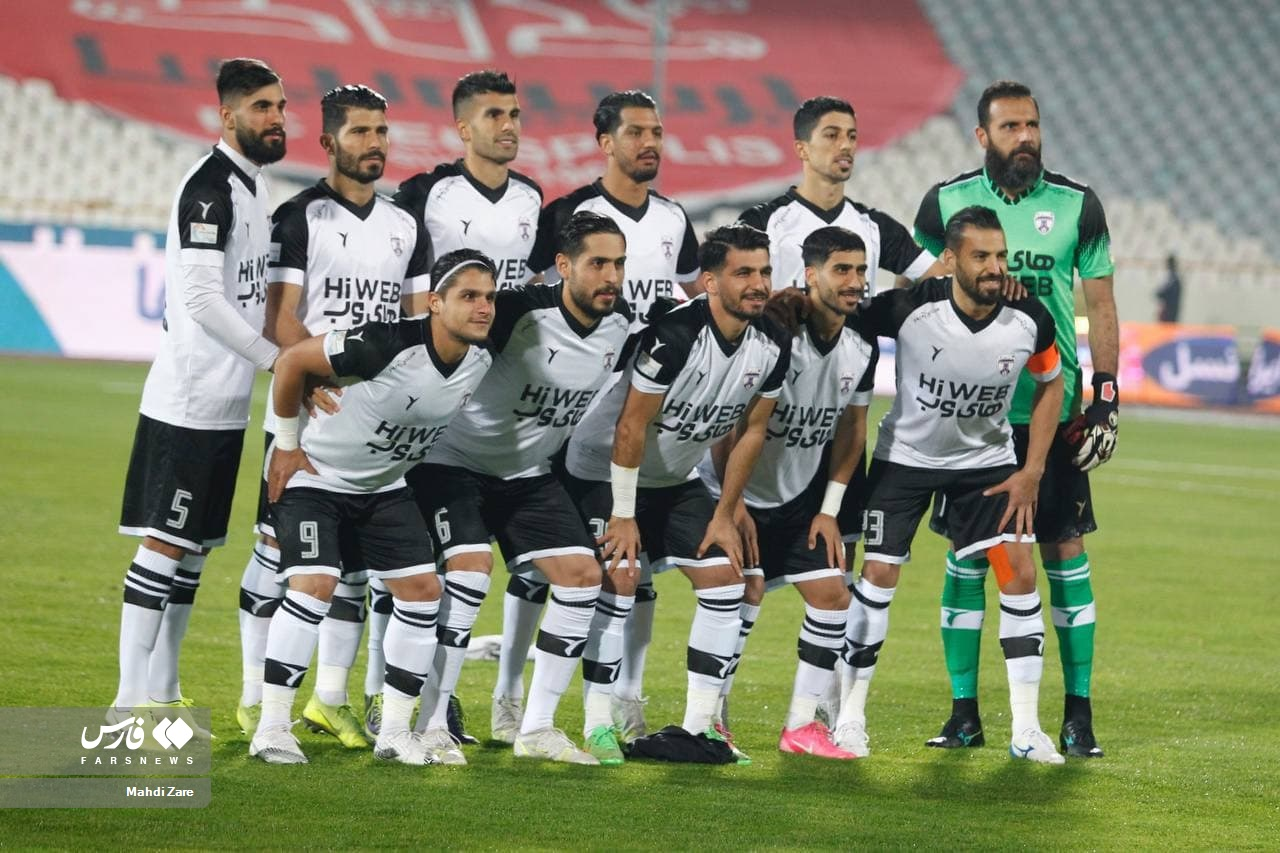
Havadar ante el Persepolis en 2021.

El Havadar SC (en persa: باشگاه ورزشی هوادار‎, Bashgah-e Vârzeshi-ye Havadar-e) es un equipo de fútbol de Irán que juega en la Iran Pro League, la primera división nacional.

## Historia
Fue fundado en el año 2018 en la capital Teherán luego de que Reza Enayati, su principal inversor, adquiriera los derechos del South Tehran de la Liga Azadegan, y lo fundó con el nombre Persepolis Pakdasht. Al finalizar la temporada 2018/19 cambia el nombre por el de Sorkhpooshan Pakdasht.
En 2021 adquiere la franquicia del Qashqai Club de Shirazy posteriormente adquiere la licencia del Esteghlal Jonoob, cambiando su nombre por el que tiene actualmente.